# Front Range
Le Front Range est une chaîne de montagnes sur le bord oriental des montagnes Rocheuses aux États-Unis et le long du bord occidental des Grandes plaines. La chaîne s'étend dans l'État du Colorado  dans un axe à peu près nord-sud de près de 275 kilomètres : non loin au nord de la frontière d'avec le Wyoming et allant au sud au-delà de Colorado Springs. La chaîne comprend les plus hauts sommets du bord oriental des Rocheuses, le plus haut étant le pic Grays, parmi d'autres tels que les pic Torreys, mont Evans, pic Longs, pic Pikes ou mont Bierstadt.
Le nom de Front Range est aussi donné au Colorado Front Range, une région de plaines juste à l'est de la chaîne et centrée sur la ville de Denver et s'étendant au sud vers Colorado Springs et Pueblo et au nord vers Fort Collins. On y ajoute aussi quelquefois la ville de Cheyenne, au nord, dans le Wyoming, devenant alors le Front Range Urban Corridor.

## Principaux sommets

Le Front Range vu de Greenwood Village, juste au sud de Denver

| Rang | Sommet                      | Subdivision                      | Altitude | Proéminence topographique | Dégagement topographique |
| ---- | --------------------------- | -------------------------------- | -------- | ------------------------- | ------------------------ |
| 1    | Pic Grays NGS               | Front Range                      | 4349 m   | 844 m                     | 40.3 km                  |
| 2    | Mont Evans NGS              | Front Range                      | 4348 m   | 844 m                     | 15.8 km                  |
| 3    | Pic Longs NGS               | Front Range                      | 4345 m   | 896 m                     | 70,2 km                  |
| 4    | Pic Pikes NGS               | Massif Pikes Peak                | 4301 m   | 1686 m                    | 97,8 km                  |
| 5    | Mont Silverheels NGS PB     | Front Range                      | 4213 m   | 696 m                     | 8,8 km                   |
| 6    | Bald Mountain PB            | Front Range                      | 4173 m   | 640 m                     | 12,1 km                  |
| 7    | Pic Bard PB                 | Front Range                      | 4159 m   | 518 m                     | 8,7 km                   |
| 8    | Pic Hagues NGS PB           | Chaînon Mummy                    | 4133 m   | 738 m                     | 25,6 km                  |
| 9    | Pic North Arapaho PB        | Indian Peaks PB                  | 4117 m   | 507 m                     | 24,8 km                  |
| 10   | Pic Parry                   | Front Range                      | 4083 m   | 528 m                     | 15,2 km                  |
| 11   | Mont Richthofen PB          | Front Range                      | 3944 m   | 817 m                     | 15,5 km                  |
| 12   | Specimen Mountain PB        | Front Range                      | 3808 m   | 528 m                     | 7,8 km                   |
| 13   | Pic Bison NGS PB            | Tarryall Mountains PB            | 3789 m   | 747 m                     | 30,8 km                  |
| 14   | Waugh Mountain PB           | South Park Hills PB              | 3571 m   | 710 m                     | 32,2 km                  |
| 15   | Black Mountain NGS PB       | South Park Hills PB              | 3551 m   | 681 m                     | 12,9 km                  |
| 16   | Pic Williams NGS PB         | South Williams Fork Mountains PB | 3542 m   | 625 m                     | 17,4 km                  |
| 17   | Pic Puma PB                 | South Park Hills PB              | 3528 m   | 689 m                     | 12,0 km                  |
| 18   | Thirtynine Mile Mountain PB | South Park Hills PB              | 3521 m   | 636 m                     | 17,1 km                  |
| 19   | Pics Twin Sisters PB        | Front Range                      | 3485 m   | 710 m                     | 7,0 km                   |
| 20   | Green Mountain NGS PB       | Kenosha Mountains PB             | 3178 m   | 567 m                     | 6,7 km                   |